# Nacionalni park Sunderban
Nacionalni park Sunderban je nacionalni park, rezervat za tigrove, i rezervat prirode u Zapadnom Bengalu u Indiji. On je deo je Sundarbansa u delti Ganga, smešten u blizini rezervatne šume Sundarban u Bangladešu. Delta je gusto prekrivena šumama mangrove, i jedan je od najvećih rezervata bengalskog tigra. Takođe je dom raznih vrsta ptica, gmizavaca i beskičmenjaka, uključujući slanovodne krokodile. Sadašnji Nacionalni park Sundarban proglašen je središnjim područjem Sundarbanskog rezervata tigrova 1973. godine, i utočištem za divlje životinje 1977. godine. Dana 4. maja 1984. godine proglašen je nacionalnim parkom. To je Uneskova lokacija svetskog nasleđa upisana u registar 1987. godine, i Ramsarska lokacija od 2019. Ovaj park se smatra delom svetske mreže rezervata biosfere (Rezervata čoveka i biosfere) iz 1989. godine.
Prvo odeljenje za gazdovanje šumama koje ima jurisdikciju nad Sundarbansom osnovano je 1869. Godine 1875, veliki deo šuma mangrove proglašen je rezervisanim šumama prema Zakonu o šumama iz 1865. godine (Zakon VIII od 1865. godine). Preostali delovi šuma su sledeće godine proglašene šumskim rezervnom, a šuma, kojom je do tada upravljao distrikt civilne uprave, stavljena je pod kontrolu Šumarskog departmana. Šumsko odeljenje, koje je osnovna jedinica za gazdovanje i administraciju šuma, stvoreno je 1879. godine sa sedištem u Kulni, Bangladeš. Prvi plan upravljanja napisan je za period 1893–1898.
Godine 1911, opisan je kao predeo neispitane otpadne zemlje i isključen je iz popisa. To područje se protezalo na oko 266 km (165 mi) od ušća Huglija do ušća u reku Megna i u unutrašnjosti se graničilo sa tri naseljena okruga od 24 parganasa, Kulnom i Bakergandžom. Ukupna površina (uključujući vodu) procenjena je na  16.900 km2 (6.526 sq mi). To je bila džungla zasečena vodom, u kojoj je bilo puno tigrova i drugih divljih zveri. Pokušaji rekultivacije nisu bili veoma uspešni. Sundarbans su svuda bio ispresecan rečnim kanalima i potocima, od kojih su neki omogućavali vodenu komunikaciju po celoj regiji Bengala, kako za parne brodove, tako i za domorodačka plovila. Maksimalni deo delte nalazi se u Bangladešu.

## Administracija
Direkorat za šume je odgovoran za administraciju i upravljanje Sundarbanom. Glavni vodeći konzervator šuma (PCCF), divljih životinja i biološke raznolikosti i glavni bivši upravnik divljih životinja Zapadnog Bengala, najviši je izvršni službenik koji nadgleda administraciju parka. Glavni konzervator šuma (Jug) i direktor Rezervata biosfere Sundarban upravni je šef parka na lokalnom nivou, a pomažu mu zamenik terenskog direktora i pomoćnik terenskog direktora. Područje parka je podeljeno na dva lanca, nadgledana od strane šumskih službenika. Svaki opseg je dalje podeljen na segmente. Park takođe ima plutajuće stražarske stanice i kampove za zaštitu imovine od krivolovaca.
Park prima novčanu pomoć od državne vlade, kao i Ministarstva životne sredine i šuma u okviru različitih planskih i neplanskih budžeta. Dodatna sredstva dobijaju se u okviru projekta Tigar od centralne vlade. Godine 2001, donacija od 20.000 američkih dolara primljena je kao pripremna pomoć za promociju između Indije i Bangladeša od Fonda svetske baštine.

## Geografija
Nacionalni park Sunderban je lociran između 21° 432′ – 21° 55′ S latitude i između 88° 42′ – 89° 04′ I longitude. Prosečna altituda parka je 7,5 m iznad nivoa mora. Park se sastoji od 54 mala ostrva i ispresecan je sa nekoliko distributivnih tokova reke Gang.

### Klima
Prosečna minimalna i maksimalna temperatura su 20 ° i 48 °, respektivno. Kišne padavine su obilne sa vlagom do 80%, jer je blizu Bengalskog zaliva. Monsun traje od sredine juna do sredine septembra. Prevladavajući vetar je severnog i severoistočnog smera od oktobra do sredine marta, a jugozapadni zapadnjak prevladava od sredine marta do septembra. Oluje koje se ponekad razviju u ciklone uobičajene tokom perioda od maja do oktobra.

### Ekogeografija, reke i vodeni tokovi
Sedam glavnih reka i nebrojeni vodotokovi čine mrežu kanala na ovoj estuarnoj delti. Sve reke imaju južni tok prema moru. Ekogeografija ovog područja u potpunosti zavisi od efekta plime i oseke. Dve plime i oseke koje se javljaju u roku od 24 sata sa opsegom oseke od 3–5 m, i do 8 m u normalnoj prolećnoj plimi, zalivajući čitav Sundarban do različitih dubina. Plimno dejstvo taloži silt u kanalima i podiže korito, formira nova ostrva i potoke doprinoseći neizvesnoj geomorfologiji. U Bengalskom zalivu postoji velika prirodna depresija koja se naziva Uzorak bez tla između 21°00' i 21°22' geografske širine, gde se dubina vode naglo menja sa 20 m na 500 m. Ova misteriozna depresija nanosi mulj prema jugu i/ili dalje ka istoku čime stvara nova ostrva.

### Muljne nizije
Sunderbanske muljne nizije se javljaju kod estuara i na deltnim ostrvima gde se javlja mala brzine rečne i plimne struje. Ravnice su izloženi u plimama i potopljeni tokom visoke plime, čime se morfološki menjaju čak i tokom jednog ciklusa plime i oseke. Unutrašnji delovi muljnih ravnica su podesno okruženje za mangrove.
Postoji niz muljnih nizija izvan Nacionalnog parka Sundarbans, koje imaju potencijal da postanu turistička mesta u Sundarbanima. Ona su pristupačna tokom oseke. Ponekad se mogu videti morske sase, potkovičasti rakovi (skoro izumrli) i male hobotnice.

### Flora i fauna
Primorska aktivna delta Sunderbana u ušću Bengalskog zaliva u Bangladešu, koja ima složen geomorfološki i hidrološki karakter sa klimatskim opasnostima, ima široko područje mangrovih šuma sa raznovrsnom florom i raznolikom faunom u jedinstvenom ekosistemu. Prirodno okruženje i obalski ekosistem ovog biosfernog rezervata i lokacije svetske baštine su pod pretnjom fizičke katastrofe usled nenaučnog i prekomernog uplitanja ljudi. Plan konzervacije i upravljanja životnom sredinom radi zaštite ove jedinstvene obalske ekologije i ekosistema je hitno potreban.

#### Flora
Sundarban je svoje ime stekao po drvetu Sundari. To je najfinija vrsta drveća koje se nalazi na ovom području, koja je posebna vrsta mangrova. Ta vrsta ima specijalizovane korene zvane pneumatofori koji izlaze iznad zemlje i pomažu u gasnoj razmeni, tj. disanju. Tokom kišne sezone kada je čitava šuma pod vodom, klasovi koji se podižu sa zemlje imaju svoje vrhove u vazduhu i pomažu u procesu disanja.

#### Fauna
U šumi Sundarbans živi više od 400 tigrova. Kraljevski bengalski tigrovi razvili su jedinstvenu karakteristiku plivanja u slanim vodama i poznati su po svojim sklonostima ka hranjenju ljudima. Tigrovi se mogu videti na obalama reka kako se sunčaju između novembra i februara. Osim bengalskog tigra, u Sundarbanima se u obilju nalaze i mačke ribolovci, leopardske mačke, makakiji, divlje svinje, indijski sivi mungosi, lisice, močvarne mačke, leteće lisice, čitali.

##### Morski sisari
Predloženo Zaštićeno područje kitovske raznolikosti Sundarbans, uključuje obalske vode u blizini Sundarbana u kojima se nalaze kritična staništa za ugrožene kitove; rezidentne grupe Brajdovih kitova, novootkrivenu kritičnu populaciju Iravadijskih delfina, delfine reke Gang, i kineske bele delfine. Na ovom području se takođe nalaze bezperajaste pliskavice, indo-pacifički delfini, istočnopacifički dupini i pantropski pegavi delfini, dok su lažni kitovi ubice i grubozubi delfini ređi.

## Vrednovanje ekosistema
Jedna studija ekonomske procene Sundarbana iz 2015. godine procenila je da nacionalni park godišnje pruža koristi od protoka u vrednosti od 12,8 milijardi ₹ (približno 50.000 per po hektaru zemlje).
Važne usluge ekosistema i njihove godišnje procene uključuju funkciju rasadnika (5,17 milijardi rupija), zaštitu genetskog fonda (2,87 milijardi rupija), obezbeđivanje ribe (1,6 milijarde rupija) i usluge asimilacije otpada (1,5 milijarde rupija). Ta studija je takođe spomenula usluge poput stvaranja zaposlenja za lokalne zajednice (36 miliona rupija), ublažavanje ciklonalnih oluja (275 miliona rupija), obezbeđivanje staništa i utočišta za divlje životinje (360 miliona rupija) i sekvestracija ugljenika (462 miliona rupija).

## Spoljašnje veze
- How to reach Sundarban West Bengal, India
- Sundarbans National Park Архивирано на веб-сајту  (16. јул 2012) Bangladesh
- Official UNESCO website entry
- Project Tiger Reserves in Bangladesh – Sundarbans
- All about Sundarbans National Park
- Bengal Wildlife Tours Sundarbans National Park
- Sundarbans
- UNESCO Periodic Report
- Nacionalni park Sunderban turistički vodič sa Vikiputovanja